# Gullunge naturreservat
Gullunge naturreservat är ett naturreservat i Norrtälje kommun i Stockholms län.
Området är naturskyddat sedan 2008 och är 38 hektar stort. Reservatet omfattar höjder, dalar och berg. Reservatet består av  barrskog med inslag av naturskog och sumpskog.